# Татарська корогва Єремії Вишневецького
Татарська корогва Єремії Вишневецького — татарська хоругва коронної кінноти середини XVII ст.
Засновником і власником корогви був князь Єремія Вишневецький гербу Корибут, а намісником, тобто фактичним командантом хоругви, був поручник Кшиштоф Стапковський.
Вояки татарської хоругви Вишневецького брали участь у військових діях проти повстання Хмельницького, зокрема в обороні Збаража у липні-серпні 1649 року.
1653 року в корогві служив товаришем Александр Кричинський.